# Коломбангара
Коломбангара (англ. Kolombangara; иногда произносится Куломбангара) — остров в группе островов Нью-Джорджия архипелага Соломоновы острова. Административно входит в состав Западной провинции меланезийского государства Соломоновы Острова.

## География

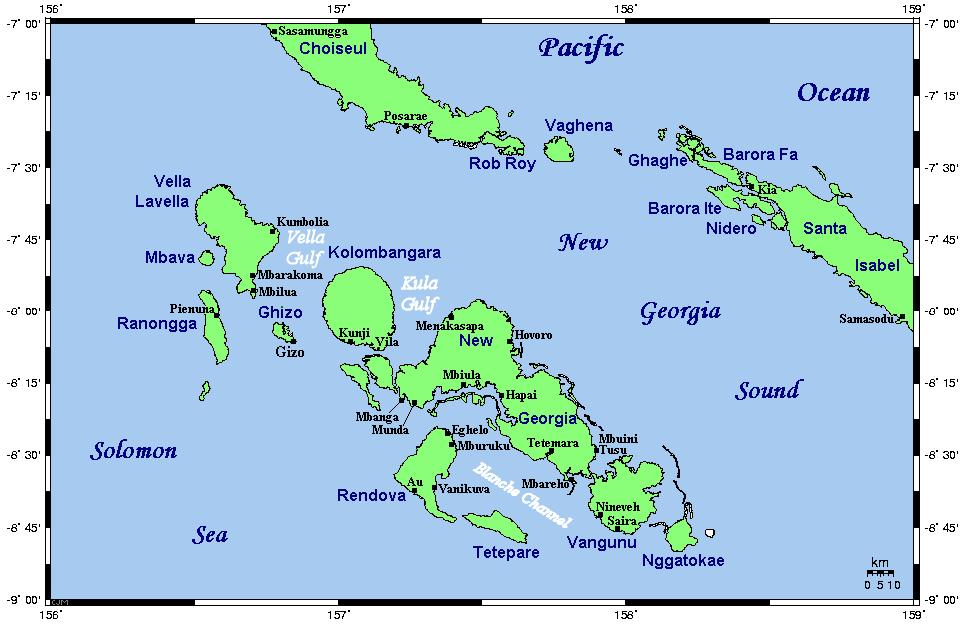
Карта островов Нью-Джорджия.

Остров имеет почти круглую форму, длина около 15 км и представляет собой потухший стратовулкан Веве высотой 1770 метров. Площадь — 687,8 км². Остров образует часть южной границы пролива Нью-Джорджия; с северной стороны залив Велья отделяет его от островов Велья-Лавелья и Гизо, с юго-восточной стороны залив Кула отделяет его от острова Нью-Джорджия.
Коломбангара покрыта густыми лесами, местных жителей немного. Название взято из местного языка, в дословном переводе означает «Бог воды», так как на острове около 80 рек и ручьёв стекает по склонам горы.

## История
Во время Второй мировой войны остров и омывающие его воды стали сценой нескольких сражений; Императорская армия Японии использовала аэродром на небольшом плоском участке в южной части острова, а в мае 1943 года перебросила несколько подразделений под командованием генерал-майора Минору Сасаки на остров, которые должны были защищать этот участок линии обороны на центральных Соломоновых островах. Рядом с островом большую известность получил перехват конвоя «Токийского экспресса», после которого понадобилась спасательная операция для экипажа торпедного катера PT-109, которым командовал Джон Фицджеральд Кеннеди. Тогда береговой наблюдатель А. Р. Эванс заметил взрыв со своего наблюдательного пункта на вершине горы и послал местных жителей найти спасшихся. Через три ночи после того, как американские эсминцы затопили суда снабжения и изолировали на острове гарнизон из 12 400 человек, американские войска смогли высадить десант на остров Велья-Лавелья, который находится западнее. Японцы эвакуировали гарнизон Коломбангары с 23 сентября по 4 октября 1943 года.
В январе 1944 года отряд из одного офицера и 6 рядовых из 350-го инженерного полка общего назначения высадился в районе Мунда, организовав овощную ферму у покинутого японского аэродрома у селения Вила. Британское правительство отправило 16 местных жителей для участия в проекте. Выращенные из семян, поставленных Красным Крестом, большая часть овощей была направлена в госпиталь, где они были необходимы для добавления в рацион к обезвоженной пище восстанавливающимся от ранений солдатам. Главной культурой стал арбуз, который пришёлся по вкусу как военным, так и местным жителям. Местные жители впоследствии стали выращивать арбузы на собственных огородах.

## Население
На юго-западе от Коломбангары находится остров Гизо, где расположен административный центр Западной провинции Соломоновых Островов. На Коломбангаре есть два крупных поселения, Рингги и Монгга, ранее они были крупнее.

## Экономика
Основа экономики острова — лесозаготовка, в основном сосредоточена в Поитете.